# 反新自由主义
反新自由主义（英語：Anti-neoliberalism），也被称为后新自由主义（英語：Post-neoliberalism），是一种意识形态，其特点是拒绝新自由主义和华盛顿共识所体现的经济政策。虽然学者们对反新自由主义的定义存在争议，但它通常包括国有化和财富再分配的经济政策、反对放松管制、金融化、自由贸易以及削弱劳工权益，以及更普遍的与左翼政治相关联。
这一理念在拉丁美洲产生了特殊的影响，其中2000年代的"粉红浪潮"导致了拉美多国转向左翼政府。过去的玻利维亚埃沃·莫拉莱斯和厄瓜多尔拉斐尔·科雷亚的政府就是反新自由主义的代表。

## 历史

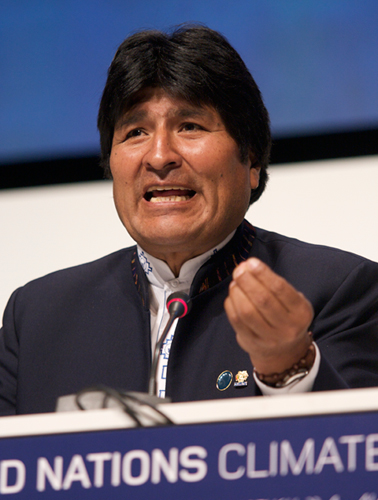
玻利维亚前总统埃沃·莫拉莱斯经常与反新自由主义联系在一起。

反新自由主义的理念源于1990年代和2000年代初的"粉红浪潮"，在这一时期，像乌戈·查韦斯和埃沃·莫拉莱斯这样的拉美左翼反新自由主义者在这场浪潮中掌权。查韦斯于1999年当选为委内瑞拉总统，这标志着"粉红浪潮"和反新自由主义运动的正式开始。随着他的当选，厄瓜多尔的拉斐尔·科雷亚、阿根廷的内斯托尔·基什内尔、玻利维亚的埃沃·莫拉莱斯等拉美其他与反新自由主义运动相关的领袖，在2000年代至2010年代的期间当选。进入2020年代，在2021年智利大选中取得胜利的智利新总统加夫列尔·博里奇，他承诺结束智利的新自由主义经济模式，并表示：“如果说智利是新自由主义的摇篮，那她也将是新自由主义的坟墓。”
在2008年金融危机之后，尤其是在新冠大流行病之后，各种专家和媒体，包括自由市场和全球化的支持者，开始指出新自由主义时代的结束，以及越来越多的项目和学术中心旨在制定新的原则和理论策略来取代新自由主义。

## 意识形态
反新自由主义寻求从根本上改变在华盛顿共识曾经占主导地位的那些国家的国家角色。为了实现这一目标，拉丁美洲的反新自由主义领袖主张将包括天然气、矿业和石油等多个行业纳入国有化。反新自由主义者也主张扩大福利待遇，增加政府在减贫方面的投资，并增加国家对经济的干预。

## 批评
虽然反新自由主义的理念并不仅限于拉丁美洲，但它主要与该地区相关联。反新自由主义的理念也引发了右翼政治派别的批评；右翼和极右翼批评人士称这词本身带有模糊和民粹主义色彩的，同时认为"反新自由主义"的政策会损害国际投资和经济发展。

## 反新自由主义政党列表
南美:
- 阿根廷：大众阵线、[19][20]胜利阵线[8]
- 巴西：社自—网络联合、社会主义和自由党[21]
- 玻利维亚：争取社会主义运动—争取人民主权政治机构[6]
- 智利：赞成尊严、社会融合[22]
- ：公民革命运动、拉斐尔·科雷亚领导的主权祖国联盟运动[6]
- 委內瑞拉：第五共和国运动、乌戈·查韦斯领导的西蒙·玻利瓦尔大爱国极点、委内瑞拉统一社会主义党[7][8]

北美：
- 加拿大：魁北克团结党、魁北克绿党（英语：Green Party of Quebec）
- 墨西哥：国家复兴运动[23]
- 美国：绿山和平与正义党、争取社会主义和解放党

亚洲
- 日本：日本共产党[24]、令和新选组[24]、社会民主党[25]
- 大韓民國：进步党[26]
- 土耳其：土耳其共产党[27] 、爱国党

欧洲
- 德国：左翼党
- 荷蘭：社会党
- 比利时：比利时工人党
- 盧森堡：左翼党
- 法國：不屈法国[28]、左翼党
- 丹麦：团结名单—红绿联盟
- 爱尔兰：新芬党、团结
- 希腊：希腊共产党、自由路线
- 西班牙：汇总、我们能[29][30]
- 葡萄牙：左翼集团、葡萄牙共產黨
- 瑞典：左翼党[31]

大洋洲
- ：澳大利亚绿党[32]

## 延伸阅读
- Padoan, Enrico.  1st. London, England: Routledge. 2020  [14 June 2022]. ISBN 9780367322151. （原始内容存档于2023-10-10）.
- Mitchell, William; Fazi, Thomas. . Pluto Press. 2017. ISBN 978-0745337326.